# Надиров, Надир Каримович
Надир Каримович Надиров. Маршал науки (курд. Nadirov Nadirê Kerem; 6 января 1932, Нахичеванская АССР, Азербайджанская ССР — 24 августа 2021) — советский и казахстанский учёный, химик. доктор химических наук (1968), профессор (1970). академик АН Казахской ССР (с 1983). заслуженный деятель науки Казахской ССР (1982). лауреат Государственной премии Казахской ССР (1980). Почётный нефтяник СССР и Казахстана. Изобретатель СССР

## Биография
Родился 6 января 1932 года в Нахичеванской АССР, Азербайджанская ССР. По национальности курд.
В 1953 году окончил Кзыл-Ординский педагогический институт им. Н. В. Гоголя, специальность «Учитель химии и биологии».
В 1959 окончил аспирантуру в Московском государственном педагогическом институте им. В. И. Ленина.

## Трудовая деятельность
- Старший пионервожатый средней школы (1948—1949);
- Учитель химии и биологии в пос. Каратау Джамбулской области (1953—1956);
- Заведующий кафедрой химии Хабаровского педагогического института (1959—1968);
- Проректор по научной работе и заведующий организованной им первой в республике кафедрой химической технологии переработки нефти и газа Казахского химико-технологического института, г. Чимкент (1968—1975);
- Директор Института химии нефти и природных солей АН КазССР, г. Гурьев (1975—1984);
- Главный учёный секретарь и член президиума Академии наук КазССР (1977—1986);
- Главный научный сотрудник Института химии нефти и природных солей Академии наук Казахстана (1986—1987);
- Начальник филиала Всесоюзного НИИ нефти, первый вице-президент НПО «Казнефтебитум» (1987—1990);
- Заместитель генерального директора НПО «Казнефтебитум» (1990—1993);
- Первый вице-президент Национальной инженерной академии РК (с 1995);
- Главный редактор научно-технического журнала «Нефть и газ» (с 1996)

Скончался 24 августа 2021 года, похоронен на Центральном кладбище Алматы.

## Прочие должности
- Учредитель Инженерной академии Казахстана (1991);
- Член Ассамблеи народа Казахстана с момента создания (1995);
- Член правления Международного фонда Д. А. Кунаева (1992);
- Президент Ассоциации «Барбанг» курдов РК (1996—2003);
- Почётный президент Ассоциации «Барбанг» курдов РК (с 2003);
- Член правления ОО «Общественный комитет по контролю за выборами Президента РК» (1998—1999);
- Член совета директоров АО "МНК «КазМунайТениз» (07.2011);
- Президент Международного гуманитарного фонда академика Н. К. Надирова (2005)

## Научные, литературные труды
- Надир Каримович является автором свыше 1200 научных трудов и 8 научных открытий, 31 монографии, 10 учебных пособий; обладатель около 250 патентов и авторских свидетельств на изобретения. В числе наиболее известных — серии коллективных монографий: «Химическое равновесие и принципы его смешения» (1996), «Токоферолы и их использование в медицине и сельском хозяйстве» (1991), «Тенгиз — море нефти, море проблем» (2003), «Новые нефти Казахстана и их использование» (8 книг, 1979—1987), «Нефтебитуминозные породы» (5 книг, 1982—1988). Эта работа издана в виде монографии в Казахстане и Канаде (на англ. яз.); «Высоковязкие нефти и природные битумы» (5 книг, 2001), «Нефть и газ Казахстана» (монография в 2 т., 1996). Высоко оценены публицистические монографии учёного: «Мы, курды-казахстанцы» (2003, 556 с.) и «Разница во времени, или Исторические повороты: экзамен на порядочность» (2008, 692 с.)
- Авторитетный организатор науки и системы высшего образования, является наставником 12 докторов и более 50 кандидатов технических, химических, физико-математических, биологических, экономических, педагогических наук. Под его редакцией изданы 43 сборника научных трудов и материалов конференций. Получил международное признание как «Отец нефтяной науки Казахстана», создатель своих научных школ: физико-химической, нефтепереработчиков, каталитиков, нефтехимической

## Учёное звание
- 1968 — доктор химических наук
- 1970 — профессор
- с 1983 — академик АН Казахской ССР
- с 1990 — академик Международной академии экологической реконструкции
- с 1992 — академик Российской Академии естественных наук
- с 1995 — академик Академии профилактической медицины РК
- с 1996 — академик Международной инженерной академии (МИА, 1996)
- академик Национальной инженерной академии Республики Казахстан
- почётный академик Академии наук Башкортостана

## Награды и звания
- СССР
- 1967 — Отличник народного просвещения РСФСР
- 1980 — лауреат Государственной премии в области науки и техники Казахской ССР
- 1981 — Орден Трудового Красного Знамени
- 1982 — заслуженный деятель науки Казахской ССР
- 1983 — Премия имени И. М. Губкина
- 1985 — Нагрудный знак «Изобретатель СССР»
- 1991 — Почётный нефтяник СССР
- многочисленные медали СССР
- Медали ВДНХ
- Казахстан
- 1998 — Медаль «Астана»
- 1999 — Орден Курмет
- 1999 — медаль «100 лет нефтяной промышленности Казахстана»
- 2001 — Медаль «10 лет независимости Республики Казахстан»
- 2002 — медаль «За заслуги в развитии науки РК»
- 2004 — Медаль «50 лет Целине»
- 2006 — Орден Достык ІІ степени РК
- 2008 — Медаль «10 лет Астане»
- 2011 — Медаль «20 лет независимости Республики Казахстан»
- 2011 — Орден Парасат
- Других страны
- 2003 — Золотая медаль Французской ассоциации содействия промышленности (Франция)
- 2003 — Золотая медаль им. А. М. Подгорного (Украина)
- 2004 — Маршал науки с вручением медали Наполеона (Франция)
- Орден Инженерная слава и др.